# Чорнокоровське
Чорнокоро́вське (рос. Чорнокоровское) — село у складі Богдановицького міського округу Свердловської області.
Населення — 576 осіб (2010, 648 у 2002).
Національний склад станом на 2002 рік: росіяни — 90 %.